# Державна народна рада
Державна народна рада, ДНР — тимчасовий орган законодавчої влади Української Народної Республіки часів Директорії. Формально був утворений 12 листопада 1920 року останнім законом Директорії. Термін дії ради був обмежений — до скликання парламенту УНР. Однак, внаслідок поразки національно-визвольних змагань Державну народну раду так і не було скликано. Натомість 3 лютого 1921 року на основі положень закону, який регламентував утворення цієї Ради, у місті Тарнів (Польща) було сформовано Раду Республіки.
Вибори до Державної народної ради передбачалося провести у 3 етапи: спочатку планувалось обрати 82-х представників, потім 49 і згодом ще 30.
48 місць резервувалося для політичних партій лівої орієнтації (УПСР — 20, УСДРП — 19, ОЄРСП-ЄСДПР — по 3); 29 — для центристів (УПСФ — 9, Селянська соціалістична партія — 6, Народна трудова партія — 5, Трудова партія, Фолкс-Партай і Єврейська демократична сіоністська — по 3); 21 — для політичних партій правої орієнтації (Народна республіканська партія — 6, Українська партія незалежників — 5, Українська демократично-хліборобська партія і сіоністи — по 4, єврейська партія «Ахдус» — 2); 9 — для пробільшовицьких організацій України (власне більшовики — 2, боротьбисти — 5, незалежники — 2); 6 — для російських партій (РСДРП, есери і кадети — по 2); 3 — для польських партій (Польська соціалістична партія-лівиця, людова і кресовці — по 1).